# Herb Löcknitz
Herb Löcknitz – herb gminy Löcknitz, który stanowi hiszpańską tarczę herbową. Nad zieloną podstawą tarczy herbowej na której widnieje srebrna, pofalowana linia, na srebrnym polu czerwony zamek ze stojącą po prawej stronie prostokątną wieżą, z otwartą czarną bramą i stojącym po lewej stronie murem z czterema blankowanymi wieżami, przy czym dwie środkowe podwyższone, z dwoma otwartymi, czarnymi bramami; w lewym górnym rogu ułożony skośnie w lewo liść dębu. 
Herb został zaprojektowany przez greifswaldzką firmę Historika Militaria Faleristika Herbst GbR  i zatwierdzony 26 czerwca 2003 przez Ministerstwo Spraw Wewnętrznych (Bundesministerium des Innern, für Bau und Heimat).

## Objaśnienie herbu
Główny symbol herbu, czerwony zamek, przypomina o dawnym zamku i jego znaczącej roli jako granica pomiędzy Pomorzem a Brandenburgią. Pofalowana linia na zielonym polu z jednej strony symbolizuje rzekę Randow przepływającą przez łąki obszaru zalewowego jej rozlewiska, z drugiej zaś strony symbolizuje bród Randow występujący kiedyś na terenie gminy oraz ich ważnego wojskowo-strategicznego znaczenia dla historii zamku oraz miejscowości Löcknitz. Natomiast liść dębu ma symbolicznie reprezentować stojący nad jeziorem Löcknitzer See tysiącletni dąb (Irmtruds Eiche), jak również bogato zalesioną okolicę gminy.   